# Anthelephila danielssoni
Anthelephila danielssoni es una especie de coleóptero de la familia Anthicidae.

## Distribución geográfica
Habita en Senegal.